# John Adamson (médecin)
Pour les articles homonymes, voir John Adamson et Adamson.
John Adamson, né le 12 décembre 1809 et mort le 11 août 1870, est un médecin écossais, photographe pionnier, physicien, conférencier et conservateur de musée. Il était une figure très respectée à St Andrews, et a été responsable de la production du premier portrait de calotype en Écosse en 1841. Il a enseigné le procédé à son frère, le photographe pionnier Robert Adamson. Il a été conservateur du Literary and Philosophical Society Museum à St. Andrews de 1838 jusqu'à sa mort.

## Biographie
Adamson est né à St Andrews, et a grandi à Burnside, il est l'aîné d'une famille de 10 enfants nés d'Alexander Adamson, un agriculteur de Fife et de sa femme, Rachael Melville.

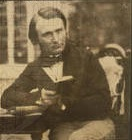
Adamson vers 1845.

Il étudie à l'université de St Andrews et à l'université d'Édimbourg, obtenant son diplôme en chirurgie en 1829. Il s'installe à Paris où il ouvre un cabinet et devient chirurgien naval pour un voyage en Chine . Il retourne à St Andrews en 1835, où il s'installe définitivement. Adamson s'est fortement impliqué avec Brewster à l'université, étudiant le calotype et est également devenu un conférencier et conservateur du musée universitaire. Le frère aîné du photographe pionnier Robert Adamson, c'est John qui a produit le premier portrait de en calotype en Écosse au Musée Royal Edinburgh en mai 1841 (diverses sources disent aussi mai 1840 ou mai 1842,), avec son proche collaborateur, le physicien David Brewster de l'Université de St Andrews. Adamson "a découvert comment contrôler un processus qui restait remarquablement difficile". John a également été chargé d'éduquer Robert dans le processus qui, plus tard, il a utilisé pour produire quelque 2500 calotypes avec David Octavius Hill entre 1843 et 1848,,. Par l'intermédiaire de Brewster, Adamson était en contact étroit avec Henry Fox Talbot, l'inventeur du procédé. Il a obtenu un master's degree en 1843. Il a également été membre et conservateur du St Andrews Literary and Philosophical Society Museum de 1838 jusqu'à sa mort
Adamson est mort à Dulnain Bridge dans le Moray en 1870. Il a épousé Esther Christina Alexander en 1850. Leurs enfants sont Esther Hamilton Proctor Adamson (1856-1929), John Adamson Jr., Robert Oswald Adamson et Alexander Archibald Adamson. Sa fille Esther épousa le révérend William Weir Tulloch, fils de John Tulloch, directeur de l'Université St Andrews.

## Héritage

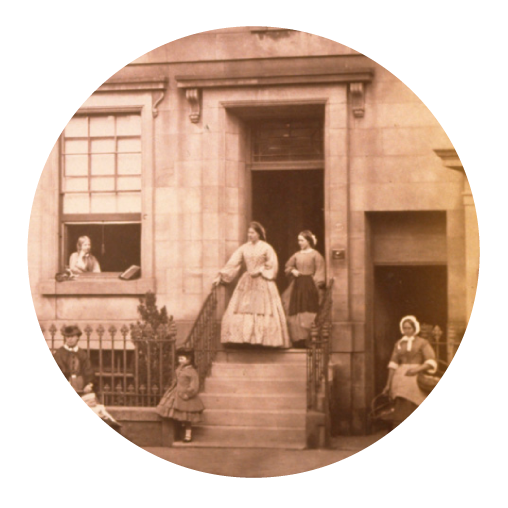
John Adamson de la maison et de la famille à St Andrews, 1862

Il y a une plaque bleue en son honneur sur sa maison au 127 South Street à St Andrews, où il a vécu de 1848 à 1865. Il y est écrit : « Il était médecin et photographe pionnier. En 1841, il prend le premier portrait de type caloptype. Il a également enseigné à son frère Robert et Thomas Rodger la technique et l'art de la photographie. Conseiller municipal, il était un travailleur infatigable pour la santé publique, et l'hôpital est en partie son mémorial. »,. Son domicile est devenu le principal bureau de poste de St Andrews à partir de 1907, mais en 2012, il a été converti en restaurant, appelé The Adamson.